# Right Said Fred/Diskografie
Diese Diskografie ist eine Übersicht über die musikalischen Werke der britischen Popband Right Said Fred. Den Schallplattenauszeichnungen zufolge verkaufte sie bisher mehr als 3,7 Millionen Tonträger, davon alleine in ihrer Heimat über 1,2 Millionen. Ihre erfolgreichste Veröffentlichung ist die Single I’m Too Sexy mit über 1,5 Millionen verkauften Einheiten.

## Alben

### Studioalben
| Jahr | Titel           | Höchstplatzierung, Gesamtwochen, AuszeichnungChartplatzierungen (Jahr, Titel, Platzierungen, Wochen, Auszeichnungen, Anmerkungen) | Höchstplatzierung, Gesamtwochen, AuszeichnungChartplatzierungen (Jahr, Titel, Platzierungen, Wochen, Auszeichnungen, Anmerkungen) | Höchstplatzierung, Gesamtwochen, AuszeichnungChartplatzierungen (Jahr, Titel, Platzierungen, Wochen, Auszeichnungen, Anmerkungen) | Höchstplatzierung, Gesamtwochen, AuszeichnungChartplatzierungen (Jahr, Titel, Platzierungen, Wochen, Auszeichnungen, Anmerkungen) | Höchstplatzierung, Gesamtwochen, AuszeichnungChartplatzierungen (Jahr, Titel, Platzierungen, Wochen, Auszeichnungen, Anmerkungen) | Anmerkungen                                               |
| Jahr | Titel           | DE | AT | CH | UK | US | Anmerkungen                                               |
| ---- | --------------- | --- | --- | --- | --- | --- | --------------------------------------------------------- |
| 1992 | Up              | DE8 Gold · (30 Wo.)DE | AT1 Gold · (17 Wo.)AT | CH22 (12 Wo.)CH | UK1 ×2Doppelplatin · (49 Wo.)UK                                                                                                   | US46 Gold · (20 Wo.)US | Erstveröffentlichung: 16. März 1992 Verkäufe: + 1.482.500 |
| 1993 | Sex and Travel  | DE88 (5 Wo.)DE | AT35 (1 Wo.)AT | — | UK35 (4 Wo.)UK | — | Erstveröffentlichung: 1993                                |
| 1996 | Smashing!       | — | — | — | — | — | Erstveröffentlichung: 1996                                |
| 2001 | Fredhead        | DE2 (34 Wo.)DE | AT4 (12 Wo.)AT | CH75 (3 Wo.)CH | — | — | Erstveröffentlichung: 13. August 2001                     |
| 2002 | Stand Up        | DE9 (10 Wo.)DE | AT29 (6 Wo.)AT | — | — | — | Erstveröffentlichung: 26. August 2002                     |
| 2006 | For Sale        | DE61 (2 Wo.)DE | — | — | — | — | Erstveröffentlichung: 23. Januar 2006                     |
| 2008 | I’m a Celebrity | — | — | — | — | — | Erstveröffentlichung: 14. Oktober 2008                    |
| 2011 | Stop the World  | — | — | — | — | — | Erstveröffentlichung: 1. Mai 2011                         |
| 2017 | Exactly!        | — | — | — | — | — | Erstveröffentlichung: 24. Februar 2017                    |

### Kompilationen
- 2003: Greatest Hits
- 2004: Introducing...
- 2009: Hits!

## Singles

### Als Leadmusiker
| Jahr | Titel Album                                | Höchstplatzierung, Gesamtwochen, AuszeichnungChartplatzierungen (Jahr, Titel, Album, Platzierungen, Wochen, Auszeichnungen, Anmerkungen) | Höchstplatzierung, Gesamtwochen, AuszeichnungChartplatzierungen (Jahr, Titel, Album, Platzierungen, Wochen, Auszeichnungen, Anmerkungen) | Höchstplatzierung, Gesamtwochen, AuszeichnungChartplatzierungen (Jahr, Titel, Album, Platzierungen, Wochen, Auszeichnungen, Anmerkungen) | Höchstplatzierung, Gesamtwochen, AuszeichnungChartplatzierungen (Jahr, Titel, Album, Platzierungen, Wochen, Auszeichnungen, Anmerkungen) | Höchstplatzierung, Gesamtwochen, AuszeichnungChartplatzierungen (Jahr, Titel, Album, Platzierungen, Wochen, Auszeichnungen, Anmerkungen) | Anmerkungen                                                        |
| Jahr | Titel Album                                | DE | AT | CH | UK | US | Anmerkungen                                                        |
| ---- | ------------------------------------------ | --- | --- | --- | --- | --- | ------------------------------------------------------------------ |
| 1991 | I’m Too Sexy a Up                          | DE14 (14 Wo.)DE | AT1 Gold · (25 Wo.)AT | — | UK2 Gold · (17 Wo.)UK | US1 Platin · (21 Wo.)US | Erstveröffentlichung: 15. Juli 1991 Verkäufe: + 1.547.500          |
| 1991 | Don’t Talk Just Kiss Up                    | DE2 Gold · (30 Wo.)DE | AT5 (19 Wo.)AT | CH7 (10 Wo.)CH | UK3 (11 Wo.)UK | US76 (7 Wo.)US | Erstveröffentlichung: November 1991 Verkäufe: + 250.000            |
| 1992 | Deeply Dippy Up                            | DE15 (22 Wo.)DE | AT6 (12 Wo.)AT | CH23 (11 Wo.)CH | UK1 Silber · (14 Wo.)UK | — | Erstveröffentlichung: 9. März 1992 Verkäufe: + 200.000             |
| 1992 | Those Simple Things / Daydream Up          | DE48 (5 Wo.)DE | AT29 (2 Wo.)AT | CH18 (6 Wo.)CH | UK29 (5 Wo.)UK | — | Erstveröffentlichung: Juli 1992                                    |
| 1993 | Stick It Out –                             | — | — | — | UK4 (7 Wo.)UK | — | Erstveröffentlichung: Februar 1993 als Right Said Fred and Friends |
| 1993 | Love For All Seasons Up                    | DE65 (7 Wo.)DE | — | — | — | — | Erstveröffentlichung: 1993                                         |
| 1993 | Bumped Sex and Travel                      | DE54 (10 Wo.)DE | — | — | UK32 (4 Wo.)UK | — | Erstveröffentlichung: Oktober 1993                                 |
| 1993 | Hands Up (4 Lovers) Sex and Travel         | DE82 (4 Wo.)DE | — | — | UK60 (3 Wo.)UK | — | Erstveröffentlichung: 1993                                         |
| 1994 | Wonderman Sex and Travel                   | — | — | — | UK55 (2 Wo.)UK | — | Erstveröffentlichung: Februar 1994                                 |
| 1995 | Living on a Dream Smashing!                | DE66 (10 Wo.)DE | — | — | UK82 (1 Wo.)UK | — | Erstveröffentlichung: 1995                                         |
| 1996 | Everybody Loves Me Smashing!               | DE74 (10 Wo.)DE | — | — | — | — | Erstveröffentlichung: 1996                                         |
| 1996 | Big Time Smashing!                         | — | — | — | UK77 (1 Wo.)UK | — | Erstveröffentlichung: 1996                                         |
| 2001 | You’re My Mate Fredhead                    | DE6 Gold · (24 Wo.)DE | AT4 (21 Wo.)AT | CH97 (2 Wo.)CH | UK18 (5 Wo.)UK | — | Erstveröffentlichung: 26. Februar 2001 Verkäufe: + 500.000         |
| 2001 | MoJive Fredhead                            | DE46 (9 Wo.)DE | AT35 (12 Wo.)AT | — | — | — | Erstveröffentlichung: 2001                                         |
| 2001 | Lovesong Fredhead                          | DE21 (21 Wo.)DE | — | CH73 (1 Wo.)CH | — | — | Erstveröffentlichung: 2001                                         |
| 2002 | Stand Up (For the Champions) Stand Up      | DE14 (17 Wo.)DE | — | CH68 (8 Wo.)CH | — | — | Erstveröffentlichung: 8. Juli 2002                                 |
| 2002 | I Love You (But I Don’t Like You) Stand Up | DE61 (5 Wo.)DE | — | — | — | — | Erstveröffentlichung: 2002                                         |
| 2003 | We Are the Freds –                         | DE68 (4 Wo.)DE | — | — | — | — | Erstveröffentlichung: 2003                                         |
| 2003 | We Are the Champs –                        | DE92 (2 Wo.)DE | — | — | — | — | Erstveröffentlichung: 2003                                         |
| 2004 | The Wizard –                               | DE52 (3 Wo.)DE | — | — | — | — | Erstveröffentlichung: 2004 Right Said Fred vs. Doris Dubinski      |
| 2006 | Where Do You Go to My Lovely For Sale      | DE36 (6 Wo.)DE | AT40 (3 Wo.)AT | — | — | — | Erstveröffentlichung: 2006                                         |

Weitere Singles
- 2009: Sexy Bum
- 2009: Right on the Kisser
- 2010: Stand Up (For the Champions) (feat. Höhner)
- 2017: Sweet Treats
- 2019: She Always Laughs (Original: Kerstin Ott – Die immer lacht)
- 2020: Good Times Everybody

### Als Gastmusiker
| Jahr | Titel Album      | Höchstplatzierung, Gesamtwochen, AuszeichnungChartplatzierungen (Jahr, Titel, Album, Platzierungen, Wochen, Auszeichnungen, Anmerkungen) | Höchstplatzierung, Gesamtwochen, AuszeichnungChartplatzierungen (Jahr, Titel, Album, Platzierungen, Wochen, Auszeichnungen, Anmerkungen) | Höchstplatzierung, Gesamtwochen, AuszeichnungChartplatzierungen (Jahr, Titel, Album, Platzierungen, Wochen, Auszeichnungen, Anmerkungen) | Höchstplatzierung, Gesamtwochen, AuszeichnungChartplatzierungen (Jahr, Titel, Album, Platzierungen, Wochen, Auszeichnungen, Anmerkungen) | Höchstplatzierung, Gesamtwochen, AuszeichnungChartplatzierungen (Jahr, Titel, Album, Platzierungen, Wochen, Auszeichnungen, Anmerkungen) | Anmerkungen                                             |
| Jahr | Titel Album      | DE | AT | CH | UK | US | Anmerkungen                                             |
| ---- | ---------------- | --- | --- | --- | --- | --- | ------------------------------------------------------- |
| 2010 | Viva Südafrika – | DE54 (4 Wo.)DE | — | — | — | — | Erstveröffentlichung: 2010 Höhner feat. Right Said Fred |

## Statistik

### Chartauswertung
|                     | DE    | AT    | CH    | UK    | US    |
| ------------------- | ----- | ----- | ----- | ----- | ----- |
| Nummer-eins-Alben   | DE—DE | AT1AT | CH—CH | UK1UK | US—US |
| Top-10-Alben        | DE3DE | AT2AT | CH—CH | UK1UK | US—US |
| Alben in den Charts | DE5DE | AT4AT | CH2CH | UK2UK | US1US |

|                       | DE     | AT    | CH    | UK     | US    |
| --------------------- | ------ | ----- | ----- | ------ | ----- |
| Nummer-eins-Singles   | DE—DE  | AT1AT | CH—CH | UK1UK  | US1US |
| Top-10-Singles        | DE2DE  | AT4AT | CH1CH | UK4UK  | US1US |
| Singles in den Charts | DE19DE | AT7AT | CH6CH | UK11UK | US2US |

### Auszeichnungen für Musikverkäufe
| Goldene Schallplatte - Kanada - 1992: für die Single I’m Too Sexy - Neuseeland - 1992: für das Album Up - Niederlande - 1993: für das Album Up | Platin-Schallplatte - Australien - 1991: für die Single I’m Too Sexy - Kanada - 1992: für das Album Up - Neuseeland - 1991: für die Single I’m Too Sexy |

Anmerkung: Auszeichnungen in Ländern aus den Charttabellen bzw. Chartboxen sind in ebendiesen zu finden.
| Land/RegionAuszeichnungen für Musikverkäufe (Land/Region, Auszeichnungen, Verkäufe, Quellen) | Silber  | Gold       | Platin     | Verkäufe  | Quellen                   |
| -------------------------------------------------------------------------------------------- | ------- | ---------- | ---------- | --------- | ------------------------- |
| Australien (ARIA)                                                                            | —       | —          | Platin1    | 70.000    | aria.com.au               |
| Deutschland (BVMI)                                                                           | —       | 3× Gold3   | —          | 750.000   | musikindustrie.de         |
| Kanada (MC)                                                                                  | —       | Gold1      | Platin1    | 150.000   | musiccanada.com           |
| Neuseeland (RMNZ)                                                                            | —       | Gold1      | Platin1    | 17.500    | aotearoamusiccharts.co.nz |
| Niederlande (NVPI)                                                                           | —       | Gold1      | —          | 50.000    | nvpi.nl                   |
| Österreich (IFPI)                                                                            | —       | 2× Gold2   | —          | 50.000    | ifpi.at                   |
| Vereinigte Staaten (RIAA)                                                                    | —       | Gold1      | Platin1    | 1.500.000 | riaa.com                  |
| Vereinigtes Königreich (BPI)                                                                 | Silber1 | Gold1      | 2× Platin2 | 1.200.000 | bpi.co.uk                 |
| Insgesamt                                                                                    | Silber1 | 10× Gold10 | 6× Platin6 |           |                           |